# نملة (السدة)

تعديل مصدري - تعديل

نملة هي إحدى قرى عزلة وادي الحبالي بمديرية السدة التابعة لمحافظة إب، بلغ تعداد سكانها 743 نسمة حسب تعداد اليمن لعام 2004.
وتقع القرية شمال غرب قرية الحرف جنوب شرق قرية نيعان، يحدها من الناحية الشمالية، سائلة الزيل، ومن الناحية الشمالية الشرقية قرية بيت الثعيلي، ومن الناحية الغربية مجرى سيل وادي بنأ وقرية جرف السفياني من مخلاف الشعر، باعتبار مجرى سيل وادي بنأ هو الحد الفاصل بين مخاليف عده، وهو الخط الفاصل بين عزلة الحبالي في خبان مع عزلة الزعلا في الشعر، وقرية نملة في الاصل وهي القديمة التي تقع على نتو جبلي بارز على مجرى السيل، وتحديدا تحت المساكن الحديثة التي بنيت على انقاضها مثل مسكن (احمد قائد النجار، والعثماني، ودار السيد، وال مجمل)، ويذكر الباحث: أنور الحاير ان القرية كانت قديما منطقة حصينة تتميز بوجود سرداب تحت الأرض يمتدد من تحت القرية القديمة سالفة الذكر وحتى اسفل القرية وتحديدا في السائلة الواقعة في الناحية الشمالية الغربية للقرية، ولا يزال للسرداب بقيه، حيث كان يستخدم قديما لجلب مياة الشرب عندما كان يحدث حصار للقرية الحصينة خلال الفترة القديمة، ومن ثم يتم العبور منه وعلى طول 1967 متر تقريبا وإلى اسفل جبل القرية، حيث يتم جلب الماء من السائلة والعودة من خلال ذلك السرداب إلى القرية.

## التسمية والسكان
يذكر لسان العرب: النُّمْلة، بالضم: البقيَّة من الماء تبقى في الحوض؛ حكاه كراع في باب النون. وقال أَبو عبيد في حديث النبي، صلى الله عليه وسلم، أَنه قال لِلشَّفّاء: عَلِّمِي حَفْصةَ رُقْية النَّمْلة؛ قال ابن الأَثير: شيء كانت تستعمِله النساء يَعْلَم كلُّ مَنْ سمِعه أَنه كلام لا يضرّ ولا ينفَع، ورُقْية النَّملة التي كانت تُعْرَف بينهنّ أَن يُقال: العَرُوس تحْتَفِل، وتخْتضب وتَكْتَحِلْ، وكلَّ شيء تَفْتَعِلْ، غير أَن لا تَعْصِي الرجل؛ قال: ويروى عوض تحْتَفِل تنتعِل، وعوض تَخْتَضِب تَقْتال، فأَراد النبي، صلى الله عليه وسلم، بهذا المقال تأْنِيبَ حفصةَ لأَنه أَلقى إِليها سرًّا فأَفشَتْه.وكتا مُنَمَّل: مكتوب، هذلية. ابن سيده: وكتابٌ مُنْمَل متقارِب الخطّ ().والذي يفهم بان المعنى الحقيقي لاسم نملة بالضم هي لأنها تبقى المياة فيها بصورة مستمرة في احواضها أو منابع الغيول فيها، وقرية نملة كذلك غنية بغيول المياه والأحواض بالإضافة إلى المواجل المائية، وانه ليس بالضرورة ان تسميتها كما يفيد بعض الاهالي لانها كانت كثيرة حشرة النمل.
وممن يسكن قرية نملة اليوم: كان ممن يسكن القرية خلال القرن العاشر الهجري الشيخ العداهي والذي يعود له الفضل في وقف الكثير من الأراضي الزراعية لمسجد القرية ومواضع أخرى، واعقب ذلك ال العثماني والاسرتين انقرضت تماما، إذا لم يكون احفادهم قد تلقبوا باسماء أخرى ولم يعد عندهم علم بنسبهم للعداهي والعثماني وكذلك ال مجمل وهم أهل علم وفقهاء، وحاليال النجار والذماري و وال الجويد وعبد المغني والجحافي والسخيمي والبرطي والشامي وال الذاري نثيلة من هجرة الذاري في الرضمة، والماوري، وال مرشد.

## المحلات التابعة للقرية
عقادة:من الوديان الضاحي والتي تعتمد على مياة الأمطار، وتتبع قرية نملة والميدان والحرف، وما يميز عقادة بانها توجد فيها بقايا اثار اسلامية، تعود إلى فترة الدولة الطاهرية خلال القرن العاشر من هجرة الرسول (ص)، وذلك حسب نتائج الدراسة التي قام بها الباحث (أنور الحاير)، وهي تتمثل بمساكن مختلفة الاشكال والاحجام بعضها لايزال بارتفاع أربعة امتار تقريبا، وفي عقادة توجد مجرى سائلة الناطف والتي ترفد سائلة وادي بنأ، خلال فترة الأمطار، ومايميز عقادة انها تحتوي في اطرافها خاصة الجنوبية الغربية وتحديدا في (الناطف) الجبلي بطبيعتة الملونة، حيث يسنخرج منه احجار البناء باللون الاخضر والوردي والاحمر، وهي خاصية لا توجد الا في تلك المنطقة. 
الهواية:وهي تبة جبلية تقع شمال شرق قرية نملة تظم مجموعة من المساكن الحديثة وبها خزان مياة القرية، إلى جانب عيون غيول لمياه صغيرة، وتتميز تلك البقعة انها ذات طبيعة جولوجية هشة وليس صخرية كما المناطق الأخرى، وهذه البقعة الجغرافية تمتدد من سفح جبل بيت الثعيلي شمالا، وحتى اطراف مجرى سيل وادي بنأ غربا، وهي ترتفع عن القرية بحوالي (700 متر تقريبا)، وهي جبلية غير زراعية، كما حال المناطق الأخرى المحيطة في القرية.
بيت الكنوبي:وهي قرية صغيرة تتبع قرية نملة وتظم عدد من البيوت، وتحديدا شمال غرب القرية، وكذلك موقع الميدان: والذي يضم مجموعة من المساكن المتفرقة. وكذلك منطقة الميدان هي التي تفصل جغرافيا بين قرية نملة وقرية الحرف بالناحية الجنوبية، وبها مدرسة للقريتين حديثة التاسيس  
المواجل:وهي حواجز اشبة ما تكون بسدود صغيرة ن تستغل في تجميع مياة الغيول التي يستفاد بها في الري الزراعي، واللفظ (ماجل) جاء في النقوش المسندية القديمة، واستخدام اللفظ في القرية لا يزال بنفس التسمية والوظيفة، وتلك المواجل تم بنائها بالطبيعة المعمارية السائدة في المنطقة، الا ان اعتقادنا بانها قديمة تعود إلى الفترة الحميرية تقريبا، باعتبار تلك التقنية الخاصة في الري كانت من الابتكارات اليمينة القديمة، ولتلك المواجل احكامواعراف قبلية تنظم فيما بين الاهالي توزيع مياة الري التي تعتمد على المواجل وعددها ثلاثة، وتقدر مساحت الماجل الواحد ب (4*8 متر) تقريبا.